# Keroplatus affinis
Keroplatus affinis är en tvåvingeart som först beskrevs av Costa 1844.  Keroplatus affinis ingår i släktet Keroplatus och familjen platthornsmyggor.
Artens utbredningsområde är Italien. Inga underarter finns listade i Catalogue of Life.